# Le Lazzarone

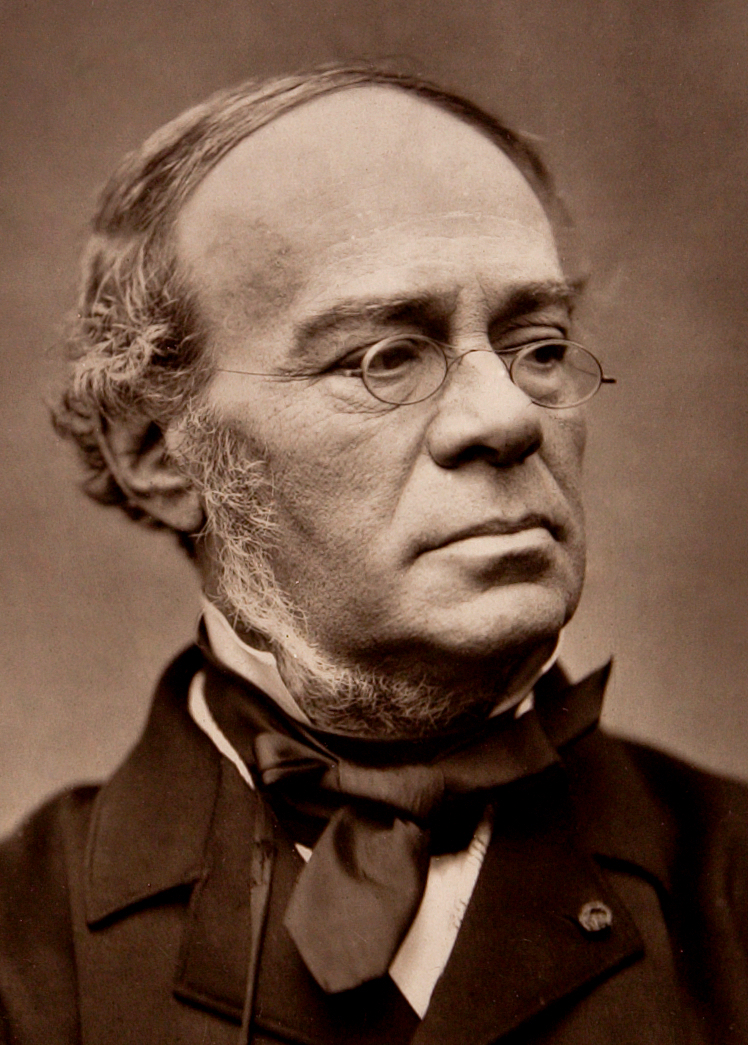
Fromental Halévy

Le Lazzarone, ou Le bien vient en dormant är en opera i två akter med musik av Jacques Fromental Halévy och libretto av Jules-Henri Vernoy de Saint-Georges. Operan hade premiär den 29 mars 1844 på Parisoperan.
På uppmaning av operachefen Léon Pillet skrevs operan som en språngbräda för hans älskarinna Rosine Stoltz (som nyligen hade fött honom ett barn). Efter flera allvarliga, kritiska reaktioner lades operan ned och har inte spelats sedan dess.

## Uppförandehistorik
Den malplacerade rollbesättningen att låta en långt ifrån ungdomlig sångerska porträttera en neapolitansk tonåring uppskattades inte av den parisiska kritiken. En recension i Revue et gazette musicale beklagade sardoniskt Parisoperans 'brist på tenorer' och noterade att kompositören var 'tvingad att skapa ett verk utan tillgång till den röststämma som är så väsentlig för en opera'. Hector Berlioz skrev att 'orkestreringen är för grandios, för pompös, för ljudlig och även för långsam för denna typ av historia'. Vid premiären förargade Stoltz särskilt sin rival Julie Dorus-Gras genom att avsiktligt äta makaroner på scen under den senares aria.
Operan var också Parisdebut för Lola Montez i rollen som 'andalusisk dansare'. Detta skulle dock visa sig vara en katastrof; Montez tappade en sko under ett dansnummer och sparkade upp den i en loge. Théophile Gautier skrev 'Mlle. Montez [...] har små fötter och välsvarvade ben. Hennes användning av dessa är dock en annan sak'.

## Personer
| Roller                                  | Stämma  | Premiärbesättning den 29 mars 1844 (Dirigent: ) |
| --------------------------------------- | ------- | ----------------------------------------------- |
| Mirobolante                             | baryton | Paul Barroilhet                                 |
| Josué Corvo, en rik neapolitanare       | bas     | Nicolas Levasseur                               |
| Beppo                                   | sopran  | Rosine Stoltz                                   |
| Baptista, en blomsterförsäljerska       | sopran  | Julie Dorus-Gras                                |
| Kör: Pilgrimer, neapolitanare, musiker. |         |                                                 |

## Handling
Plats: Neapel
Tid:
Den late Beppo är betagen i blomsterförsäljerskan Baptista. Mirobolante och Corvo kommer över Baptistas dopattest och finner att hon ovetande är arvtagerska till en förmögenhet. De uppvaktar henne. Beppo, som märker att han inte har någon chans emot så rika friare, går till sängs. Baptista väcker honom och säger att hon föredrar honom framför de andra två. Mirobolante och Corvo försöker förhindra deras giftermål genom att säga att hon är minderåring; hennes dopattests visar dock att hon fyller 21 år samma dag.